# کارلی د مورگا
کارلی د مورگا (انگلیسی: Carli de Murga؛ زادهٔ ۳۰ نوامبر ۱۹۸۸) بازیکن فوتبال اهل اسپانیا است.
از باشگاه‌هایی که در آن بازی کرده‌است می‌توان به باشگاه فوتبال گلوبال سبو و باشگاه فوتبال سئرس نیگروس اشاره کرد.
وی همچنین در تیم‌های ملی فوتبال زیر ۲۳ سال فیلیپین و فیلیپین بازی کرده‌است.